# Ван Лисхаут, Йоанне
Йоанне ван Лисхаут (нидерл. Joanne van Lieshout,; род. 2002) — нидерландская дзюдоистка, выступающая в весовой категории до 63 кг. Чемпионка мира 2024 года, двукратный призёр чемпионатов Европы по дзюдо (2024, 2025).

## Биография
Йоанне ван Лисхаут родилась 8 ноября 2002 года. 

## Карьера
В 2023 году на чемпионате мира в Катаре завоевала бронзовую медаль в категории до 63 кг. В поединке за третье место она одолела соперницу из Мексики Приску Авити Алькарас. 
В апреле 2024 года, в Загребе, выступила на взрослом чемпионате Европе, в категории до 63 кг и завоевала серебряную медаль. В финале уступила сопернице из Чехии Ренате Зачовой.
Весной 2024 года на предолимпийском чемпионате мира, который состоялся в Объединённых Арабских Эмиратах, Йоанне впервые в карьере завоевала чемпионский титул, победив в финале спортсменку из Польши Ангелику Шиманьскую.
В апреле 2025 года на чемпионате Европы в Подгорице в весовой категории до 63 кг завоевала бронзовую медаль. В схватке за третье место победила соперницу из Франции Манон Декетер.